# Coppa Italia 2008-2009 (calcio a 5)
La Coppa Italia 2008-2009 - denominata Umbro Cup Final Eight per ragioni di sponsorizzazione - è stata la 24ª edizione assoluta della manifestazione e la 6ª disputata con la formula final eight. Si è svolta tra il 13 ed il 16 febbraio 2009 presso la Zoppas Arena di Conegliano. Alla Coppa Italia di Serie A sono iscritte d'ufficio le Società classificatesi ai primi otto posti del girone di andata del Campionato Nazionale di Serie A. A trionfare è stato l'Arzignano che in finale ha superato la Luparense solamente ai rigori, centrando così la prima coccarda tricolore della propria storia.

## Squadre qualificate
Le società sono state divise in due gruppi in base alla classifica della Serie A al termine del girone di andata. Il sorteggio degli accoppiamenti, effettuato venerdì 6 febbraio alle 11:30 nella sede della Provincia di Treviso, ha abbinato una squadra del gruppo A con una del gruppo B.
| Gruppo A | Gruppo A     | Gruppo B | Gruppo B       |
| 1        | Luparense    | 5        | Marca          |
| 2        | Montesilvano | 6        | Bisceglie      |
| 3        | Arzignano    | 7        | Napoli Barrese |
| 4        | Napoli       | 8        | Cagliari       |

## Tabellone
|  | Quarti di finale | Quarti di finale | Quarti di finale |              |           | Semifinali | Semifinali | Semifinali |  |  | Finale | Finale | Finale |  |
|  |                  |                  |                  |              |           |            |            |            |  |  |        |        |        |  |
|  | Luparense        | Luparense        | 4                |              |           |            |            |            |  |  |        |        |        |  |
|  | Luparense        | Luparense        | 4                |              |           |            |            |            |  |  |        |        |        |  |
|  | Cagliari         | Cagliari         | 1                |              |           |            |            |            |  |  |        |        |        |  |
|  | Cagliari         | Cagliari         | 1                |              | Luparense | Luparense  | 4          |            |  |  |        |        |        |  |
|  |                  |                  |                  |              | Luparense | Luparense  | 4          |            |  |  |        |        |        |  |
|  |                  |                  | Montesilvano     | Montesilvano | 1         |            |            |            |  |  |        |        |        |  |
|  | Montesilvano     | Montesilvano     | Montesilvano     | Montesilvano | 1         | 4          |            |            |  |  |        |        |        |  |
|  | Montesilvano     | Montesilvano     |                  |              |           |            |            |            |  |  |        |        |        |  |
|  | Bisceglie        | Bisceglie        | 3                |              |           |            |            |            |  |  |        |        |        |  |
|  | Bisceglie        | Bisceglie        | 3                |              | Luparense | Luparense  | 6          |            |  |  |        |        |        |  |
|  |                  |                  |                  |              |           |            |            |            |  |  |        |        |        |  |
|  |                  |                  | Arzignano        | Arzignano    | 7         |            |            |            |  |  |        |        |        |  |
|  | Arzignano        | Arzignano        | Arzignano        | Arzignano    | 7         | 2          |            |            |  |  |        |        |        |  |
|  | Arzignano        | Arzignano        |                  |              |           |            |            |            |  |  |        |        |        |  |
|  | Napoli Barrese   | Napoli Barrese   | 0                |              |           |            |            |            |  |  |        |        |        |  |
|  | Napoli Barrese   | Napoli Barrese   | 0                |              | Arzignano | Arzignano  | 4          |            |  |  |        |        |        |  |
|  |                  |                  |                  |              | Arzignano | Arzignano  | 4          |            |  |  |        |        |        |  |
|  |                  |                  | Marca            | Marca        | 2         |            |            |            |  |  |        |        |        |  |
|  | Napoli           | Napoli           | Marca            | Marca        | 2         | 3          |            |            |  |  |        |        |        |  |
|  | Napoli           | Napoli           |                  |              |           |            |            |            |  |  |        |        |        |  |
|  | Marca            | Marca            | 5                |              |           |            |            |            |  |  |        |        |        |  |

## Risultati

### Quarti di finale

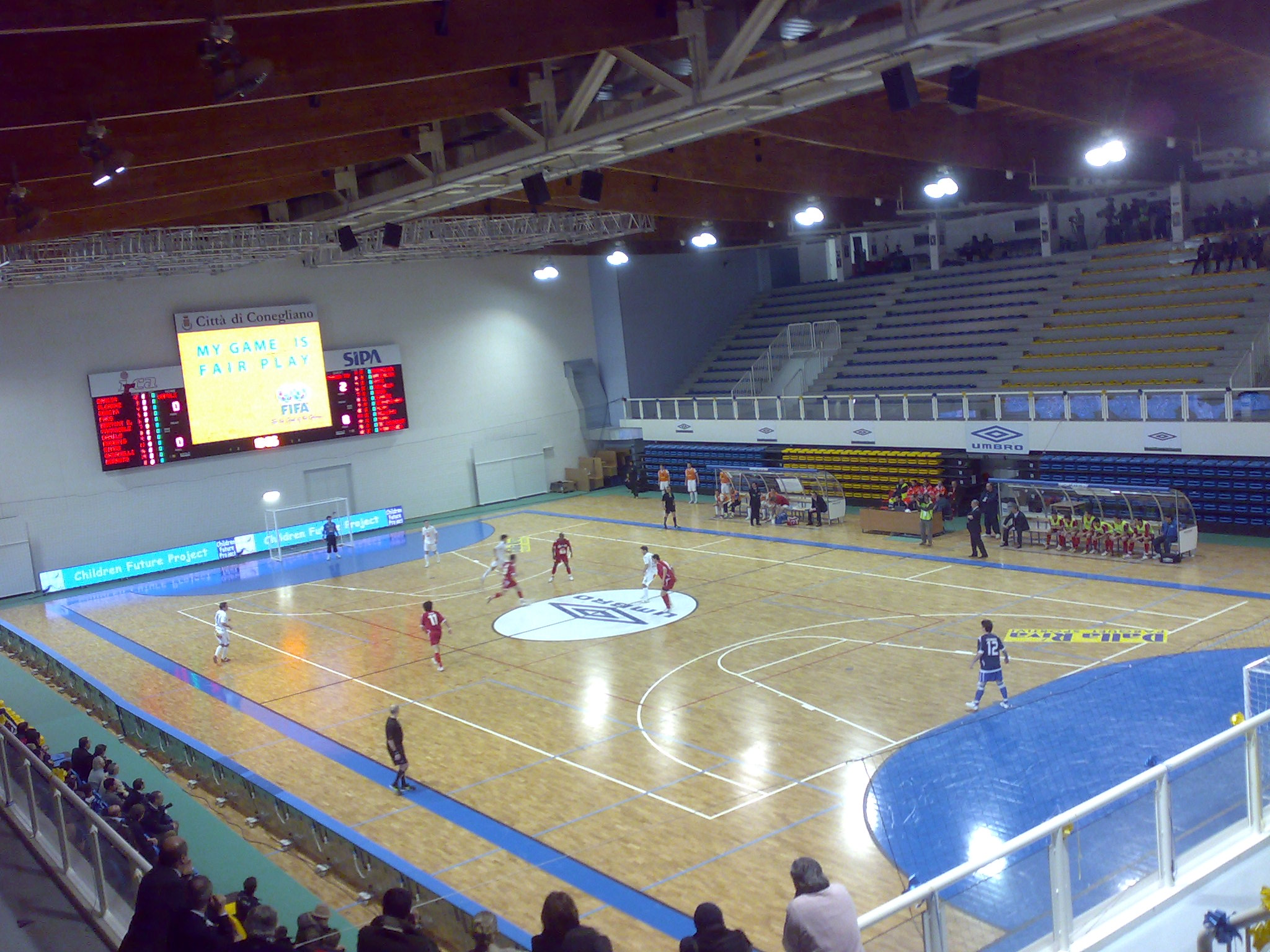
Napoli-Marca Trevigiana

| Arbitri: | Giuseppe Piazzolla (Barletta) Marcello Toscano (Ercolano) |

|                                                 |           |                |
| Vampeta 1’34’’ Honorio 6’04’’, 17’56’’, 33’52’’ | Marcatori | 19’35’’ Bonfin |

| Arbitri: | Luca Rainato (Padova) Roberto Astolfi (Rovigo) |

|                                                      |           |                                        |
| Burato 9’08’’ Garcias 10’30’’ Forte 14’09’’, 33’50’’ | Marcatori | 19’55’’, 34’14’’ Dao 33’06’’ Zaramello |

| Arbitri: | Alessandro Malfer (Rovereto) Giacomo De Varti (Foggia) |

|                               |           |  |
| Jonas 6’51’’ Bizzarri 25’23’’ | Marcatori |  |

| Arbitri: | Vincenzo Vitrioli (Reggio Calabria) Salvatore Lombardo (Palermo) |

|                                         |           |                                                                                 |
| Borruto 9’57’’, 38’48’’ Alcaraz 49’34’’ | Marcatori | 12’12’’ Duarte 18’17’’ (t.l.) Bellomo 41’26’’ Nora 45’48’’ Alan 46’16’’ Wilhelm |

### Semifinali
| Arbitri: | Massimo Cumbo (Ostia Lido) Aniello Prisco (Frosinone) |

|                                                                  |           |                |
| Canal 24’34’’ Sandrinho 34’15’’ Pellegrini 38’35’’ Weber 39’46’’ | Marcatori | 35’36’’ Júnior |

| Arbitri: | Alberto Maestroni (Varese) Mario Baglivo (Pisa) |

|                                                 |           |                                          |
| Bizzarri 9'01’’, 13’05’’ Jonas 16'52’’, 39'21’’ | Marcatori | 19'26’’ (t.l.) Bellomo 26'38’’ Marquinho |

### Finale
| Arbitri: | Francesco Massini (Roma 1) Carlo Di Marco (Pescara) |

| |                      | |
| Vampeta 6’33’’ Mielo 22’59’’, 49’44’’ | Marcatori            | 28’20’’ Bearzi 36’48’’ (t.l.) Brancher 46’36’’ Chilavert |
| Barro Canal Weber Campagnaro Nuno | Tiri di rigore 3 – 4 | Brancher Cuzzolino Lima Bizarri Alexandre |
| · Miguel Weber · Roald Halimi · Anderson Pellegrini · Heverton Reinaldi · Marcelo Barro · Rogério Mielo · Humberto Honorio · Vampeta · Mauro Canal · Rodrigo Campagnaro · Nuno · Rafael Peixoto | Formazioni           | · Alexandre Feller · Gabriel Lima · Rodrigo Bizzarri · Márcio Brancher · Alexandre · Carlos Chilavert · Leandro Cuzzolino · Clayton Baptistella · Andrea Bearzi · Fernando Grana · Jonas · Matteo Pellizzaro |
| Jesús Velasco | Allenatori           | Tiago Polido |

## Classifica marcatori
| Gol |  |  | Giocatore        | Squadra      |
| --- |  |  | ---------------- | ------------ |
| 3   |  |  | Rodrigo Bizzarri | Arzignano    |
| 3   |  |  | Humberto Honorio | Luparense    |
| 3   |  |  | Jonas            | Arzignano    |
| 2   |  |  | Erick Bellomo    | Marca        |
| 2   |  |  | Cristian Borruto | Napoli       |
| 2   |  |  | Dao              | Bisceglie    |
| 2   |  |  | Márcio Forte     | Montesilvano |
| 2   |  |  | Rogério Mielo    | Luparense    |
| 2   |  |  | Vampeta          | Luparense    |
| 1   |  |  | Alan             | Marca        |
| 1   |  |  | Fabio Alcaraz    | Napoli       |
| 1   |  |  | Andrea Bearzi    | Arzignano    |
| 1   |  |  | Vanderlei Bonfin | Cagliari     |
| 1   |  |  | Márcio Brancher  | Arzignano    |

| Gol |  |  | Giocatore           | Squadra      |
| --- |  |  | ------------------- | ------------ |
| 1   |  |  | Diego Burato        | Montesilvano |
| 1   |  |  | Mauro Canal         | Luparense    |
| 1   |  |  | Carlos Chilavert    | Arzignano    |
| 1   |  |  | Vinícius Duarte     | Marca        |
| 1   |  |  | Hernán Garcias      | Montesilvano |
| 1   |  |  | Ivan Alves Júnior   | Montesilvano |
| 1   |  |  | Marquinho           | Marca        |
| 1   |  |  | Patrick Nora        | Marca        |
| 1   |  |  | Anderson Pellegrini | Luparense    |
| 1   |  |  | Sandrinho           | Luparense    |
| 1   |  |  | Miguel Weber        | Luparense    |
| 1   |  |  | Fernando Wilhelm    | Marca        |
| 1   |  |  | Marco Zaramello     | Bisceglie    |